# Miljø-klassen
Miljø-klassen er de mindste miljøskibe i Søværnet i Danmark.
Klassens to enheder er designet til at operere på kyststrækninger, hvor hverken Seatruck-klassen eller Supply-klassen kan nå ind. De kan dog ikke nå ind på lige så lavt vand som Søværnets nyeste lægtvandsfartøj Miljø 103, som kun behøver 60 cm. vand under kølen. Skibene, der benævnes Y340 Miljø 101 og Y341 Miljø 102, indgik i flådens tal i 1996, da man i forbindelse med forsvarsforliget 1995-1999 besluttede at flytte miljøskibene fra Miljøministeriet til Søværnet.
Klassen har ikke nogen stor olieopsamlingskapacitet (0,4 m3) og er derfor afhængig af en af de større enheder eller en miljøpram i umiddelbar nærhed for at kunne udnyttes maksimalt.
| Pnt. | Navn      | Kølen lagt | Søsat | Indgået    | Navngivet af | Skæbne   | Kaldesignal |
| ---- | --------- | ---------- | ----- | ---------- | ------------ | -------- | ----------- |
| Y340 | Miljø 101 | -          | 1977  | 1 jan 1996 | -            | Operativ | OUEC        |
| Y341 | Miljø 102 | -          | 1977  | 1 jan 1996 | -            | Operativ | OUED        |

## Data
- Flydespærringer:
  - Ingen
- Opsamlingsudstyr:
  - Minimax 10 siskovle